# Controle de atitude

Os três eixos de Controle de atitude.

Controle de atitude é uma matéria de física veicular. Em termos genéricos, é o exercício de controle sobre a orientação de um objeto em relação a um referencial inercial ou alguma outra entidade (a Esfera celeste, certos campos, objetos próximos, etc.).
Já controle de atitude para espaçonaves, refere-se às técnicas que são empregadas para manter a atitude da mesma dentro de uma faixa de valores pré-definidos, passando a ser uma matéria da dinâmica de voo de satélites.

## Visão geral
A atitude de uma espaçonave normalmente deve ser estabilizada e controlada por vários motivos. Muitas vezes é necessário para que a antena de alto ganho da espaçonave possa ser apontada com precisão para a Terra para comunicações, para que os experimentos a bordo possam realizar apontamentos precisos para coleta precisa e subsequente interpretação de dados, para que os efeitos de aquecimento e resfriamento da luz solar e sombra possam ser usados de forma inteligente para controle térmico e também para orientação: manobras propulsivas curtas devem ser executadas na direção certa.

### Tipos de estabilização
O controle de atitude da espaçonave é mantido usando uma das duas abordagens principais:
- Estabilização de rotação A estabilização de rotação é realizada definindo a rotação da espaçonave, usando a ação giroscópica da massa rotativa da espaçonave como mecanismo de estabilização. Os propulsores do sistema de propulsão são disparados apenas ocasionalmente para fazer as alterações desejadas na taxa de rotação ou na atitude estabilizada por rotação. Se desejado, a rotação pode ser interrompida através do uso de propulsores ou por ioiô de-spin. As sondas Pioneer 10 e Pioneer 11 no Sistema Solar externo são exemplos de espaçonaves estabilizadas por rotação.
- Estabilização de três eixos é um método alternativo de controle de atitude da espaçonave no qual a espaçonave é mantida fixa na orientação desejada sem qualquer rotação.
  - Um método é usar pequenos propulsores para empurrar continuamente a espaçonave para frente e para trás dentro de uma zona morta de erro de atitude permitido. Os propulsores também podem ser chamados de sistemas de controle de expulsão em massa (MEC) ou sistemas de controle de reação (RCS). As sondas espaciais Voyager 1 e Voyager 2 empregam esse método e usaram cerca de três quartos seus 100 kg de propelente em julho de 2015.
  - Outro método para alcançar a estabilização de três eixos é usar rodas de reação movidas a eletricidade, também chamadas de rodas de momento, que são montadas em três eixos ortogonais a bordo da espaçonave. Eles fornecem um meio de trocar o momento angular entre a espaçonave e as rodas. Para girar o veículo em um determinado eixo, a roda de reação nesse eixo é acelerada na direção oposta. Para girar o veículo para trás, a roda é desacelerada. O excesso de momento que se acumula no sistema devido a torques externos de, por exemplo, pressão de fótons solares ou gradientes de gravidade, deve ser ocasionalmente removido do sistema aplicando torque controlado à espaçonave para permitir que as rodas retornem a uma velocidade desejada sob controle do computador. Isso é feito durante manobras chamadas de dessaturação de momento ou manobras de descarga de momento. A maioria das espaçonaves usa um sistema de propulsores para aplicar o torque para manobras de dessaturação. Uma abordagem diferente foi usada pelo Telescópio Espacial Hubble, que tinha óptica sensível que poderia ser contaminada pela exaustão do propulsor e, em vez disso, usava torques magnéticos para manobras de dessaturação.

Existem vantagens e desvantagens tanto na estabilização de spin quanto na estabilização de três eixos. As naves estabilizadas por rotação fornecem um movimento de varredura contínuo que é desejável para instrumentos de campos e partículas, bem como alguns instrumentos de varredura óptica, mas podem exigir sistemas complicados para desgirar antenas ou instrumentos ópticos que devem ser apontados para alvos para observações científicas ou comunicações com a Terra. As naves controladas por três eixos podem apontar instrumentos ópticos e antenas sem ter que desgirá-los, mas podem ter que realizar manobras especiais de rotação para melhor utilizar seus campos e instrumentos de partículas. Se os propulsores forem usados para estabilização de rotina, as observações ópticas, como imagens, devem ser projetadas sabendo que a espaçonave está sempre balançando lentamente para frente e para trás, e nem sempre exatamente previsivelmente. As rodas de reação fornecem uma espaçonave muito mais estável para fazer observações, mas adicionam massa à espaçonave, têm uma vida mecânica limitada e exigem manobras frequentes de dessaturação de momento, o que pode perturbar as soluções de navegação devido às acelerações transmitidas pelo uso de propulsores.

### Articulação
Muitas espaçonaves têm componentes que requerem articulação. A Voyager e a Galileo, por exemplo, foram projetadas com plataformas de varredura para apontar instrumentos ópticos para seus alvos independentemente da orientação da espaçonave. Muitas espaçonaves, como as orbitadoras de Marte, têm painéis solares que devem rastrear o Sol para que possam fornecer energia elétrica à espaçonave. Os principais bicos do motor da Cassini eram direcionáveis. Saber para onde apontar um painel solar, uma plataforma de varredura ou um bico - ou seja, como articulá-lo - requer conhecimento da atitude da espaçonave. Como um único subsistema acompanha a atitude da espaçonave, a localização do Sol e a localização da Terra, ele pode calcular a direção correta para apontar os apêndices. Logicamente, cabe ao mesmo subsistema - o Subsistema de Controle de Atitude e Articulação (AACS), então, gerenciar a atitude e a articulação. O nome AACS pode até ser transportado para uma espaçonave, mesmo que não tenha apêndices para articular.

## Geometria
A atitude faz parte da descrição de como um objeto é colocado no espaço que ocupa. Atitude e posição descrevem completamente como um objeto é colocado no espaço. (Para algumas aplicações, como em robótica e visão computacional, é costume combinar posição e atitude em uma única descrição conhecida como Pose.)
A atitude pode ser descrita usando uma variedade de métodos; no entanto, os mais comuns são matrizes de rotação, quatérnios e ângulos de Euler. Embora os ângulos de Euler sejam muitas vezes a representação mais direta de visualizar, eles podem causar problemas para sistemas altamente manobráveis devido a um fenômeno conhecido como bloqueio de cardan. Uma matriz de rotação, por outro lado, fornece uma descrição completa da atitude às custas de exigir nove valores em vez de três. O uso de uma matriz de rotação pode levar ao aumento das despesas computacionais e pode ser mais difícil de trabalhar. Os quatérnios oferecem um compromisso decente, pois não sofrem de bloqueio do cardan e requerem apenas quatro valores para descrever completamente a atitude.

## Determinação de atitude
Antes que o controle de atitude possa ser executado, a atitude atual deve ser determinada. A atitude não pode ser medida diretamente por uma única medição e, portanto, deve ser calculada (ou estimada) a partir de um conjunto de medições (geralmente usando sensores diferentes). Isso pode ser feito estaticamente (calculando a atitude usando apenas as medições atualmente disponíveis) ou por meio do uso de um filtro estatístico (mais comumente, o filtro de Kalman) que combina estatisticamente estimativas de atitude anteriores com medições de sensores de corrente para obter uma estimativa ideal da atitude atual.

### Posição/localização
Para alguns sensores e aplicações (como espaçonaves usando magnetômetros), a localização precisa também deve ser conhecida. Embora a estimativa de pose possa ser empregada, para espaçonaves geralmente é suficiente estimar a posição (via determinação de órbita) separada da estimativa de atitude. Para veículos terrestres e espaçonaves operando perto da Terra, o advento dos sistemas de navegação por satélite permite que o conhecimento preciso da posição seja obtido facilmente. Esse problema se torna mais complicado para veículos espaciais profundos ou veículos terrestres que operam em ambientes negados pelo Sistema Global de Navegação por Satélite (GNSS).

### Métodos de estimativa de atitude estática
Os métodos de estimativa de atitude estática são soluções para o problema de Wahba. Muitas soluções foram propostas, notadamente o método q de Davenport, QUEST, TRIAD e decomposição de valor singular.

### Métodos de estimativa sequencial
A filtragem de Kalman pode ser usada para estimar sequencialmente a atitude, bem como a taxa angular. Como a dinâmica de atitude (combinação de dinâmica de corpo rígido e cinemática de atitude) não é linear, um filtro de Kalman linear não é suficiente. Como a dinâmica de atitude não é muito não-linear, o filtro de Kalman estendido geralmente é suficiente (no entanto, Crassidis e Markely demonstraram que o filtro de Kalman sem cheiro pode ser usado e pode fornecer benefícios nos casos em que a estimativa inicial é ruim). Vários métodos foram propostos, no entanto, o Filtro de Kalman Estendido Multiplicativo (MEKF) é de longe a abordagem mais comum. Essa abordagem utiliza a formulação multiplicativa do quatérnio de erro, que permite que a restrição de unidade no quatérnio seja melhor tratada. Também é comum usar uma técnica conhecida como substituição dinâmica de modelo, onde a taxa angular não é estimada diretamente, mas sim a taxa angular medida do giroscópio é usada diretamente para propagar a dinâmica rotacional para frente no tempo. Isso é válido para a maioria das aplicações, pois os giroscópios são normalmente muito mais precisos do que o conhecimento dos torques de perturbação que atuam no sistema (o que é necessário para uma estimativa precisa da taxa angular).